# Misia Furtak
Misia Furtak, właśc. Michalina Aleksandra Furtak (ur. 12 września 1982 w Zielonej Górze) – kompozytorka, autorka, wokalistka i basistka, laureatka Paszportu Polityki z zespołem très.b w kategorii muzyka popularna za rok 2012, Fryderyka w kategorii debiut roku oraz Nagrody Miasta Torunia im. Grzegorza Ciechowskiego.
Znana z zespołu très.b, z którym nagrała 3 albumy: Scylla and Charybdis (2007), The Other Hand (2010) i 40 Winks of Courage (2012). Po zawieszeniu działalności zespołu rozpoczęła karierę solową, m.in. jako Misia Ff. W 2014 r. nagrała utwór „Nadważkość” na płytę HV/Noon, od tego momentu rozpoczęła współpracę z Piotrem Kalińskim (Hatti Vatti), tworząc z nim w 2015 r. duet pod nazwą Ffrancis. W 2016 wystąpiła gościnnie na płycie Chaos pełen idei polskiego kontrabasisty Wojtka Mazolewskiego, która otrzymała statut Złotej Płyty. W 2019 r. już jako Misia Furtak wydała płytę Co przyjdzie?. Płyta znalazła się w zestawieniach najlepszych płyt 2019  
Tygodnika Polityka i Gazety Wyborczej. 26 listopada 2021 ukazał się jej nowy album pt. "Wybory".

## Dyskografia
Albumy solowe
| Rok  | Dane dot. albumu                                                    |
| ---- | ------------------------------------------------------------------- |
| 2013 | Epka - Data: 21 października 2013 - Wydawca: Chaos Management Group |
| 2019 | Co przyjdzie? - Data: 25 stycznia 2019 - Wydawca: Agora             |
| 2021 | Wybory - Data: 26 listopada 2021 - Wydawca: Towarzystwo Rec.        |

Single
| Rok  | Tytuł  | Pozycja na liście | Pozycja na liście | Album |
| Rok  | Tytuł  | SLiP              | LP3               | Album |
| ---- | ------ | ----------------- | ----------------- | ----- |
| 2013 | „Mózg” | 28                | 36                | Epka  |

Inne
| Rok  | Album                                 | Uwagi                                                              | Źródło |
| ---- | ------------------------------------- | ------------------------------------------------------------------ | ------ |
| 2012 | EP – dr.no                            | gościnnie śpiew w utworach „Alliance” i „Disarray”                 | [ 13 ] |
| 2013 | In My Time – Avant La Lettre          | gościnnie śpiew w utworach „Peace Sign” i „In My Time”             | [ 14 ] |
| 2014 | HV/Noon – HV/Noon                     | gościnnie śpiew w utworze „Nadważkość”                             | [ 15 ] |
| 2016 | When We Were Astronauts – Twardowski  | gościnnie śpiew w utworze „Quiet Stars Theme”                      | [ 16 ] |
| 2016 | Chaos pełen idei – Wojtek Mazolewski  | gościnnie śpiew w utworze „Love at First Sight / Heart Shaped Box” | [ 17 ] |
| 2017 | nowOsiecka (kompilacja)               | aranżacja muzyczna i wykonanie „Zabaw się w mój świat”             | [ 18 ] |
| 2018 | Nowe brzmienie Big Beatu (kompilacja) | śpiew w utworze „Sam sobie żeglarzem”                              | [ 19 ] |

z zespołem Très.b
| Rok  | Tytuł                                                                                   |
| ---- | --------------------------------------------------------------------------------------- |
| 2007 | Scylla and Charybdis (nieoficjalny) - Data: 2007 - Wydawca: Isam Records (nieoficjalny) |
| 2010 | The Other Hand - Data: 21 września 2010 - Wydawca: Pomaton EMI/Chaos                    |
| 2012 | 40 Winks of Courage - Data: 12 maja 2012 - Wydawca: Pomaton EMI/Chaos                   |

## Nagrody i wyróżnienia
| Rok  | Kategoria  | Tytułem      | Nagroda                                                        | Nota      | Źródło |
| ---- | ---------- | ------------ | -------------------------------------------------------------- | --------- | ------ |
| 2013 | –          | Misia Furtak | Nagroda Artystyczna Miasta Torunia im. Grzegorza Ciechowskiego | Laur      | [ 20 ] |
| 2014 | Utwór roku | „Mózg”       | Fryderyk                                                       | Nominacja | [ 21 ] |

## Nagrody i wyróżnienia z zespołem
| Rok  | Kategoria                                  | Nagroda           | Uwagi   |
| ---- | ------------------------------------------ | ----------------- | ------- |
| 2011 | Fonograficzny Debiut Roku (The Other Hand) | Fryderyk          | Nagroda |
| 2012 | Muzyka popularna                           | Paszport Polityki | Nagroda |